# Grammitis billiardieri
Grammitis billiardieri là một loài dương xỉ trong họ Polypodiaceae. Loài này được Willd. mô tả khoa học đầu tiên.
Danh pháp khoa học của loài này chưa được làm sáng tỏ. 